# Camí de Cambrils a Oliana
El Camí de Cambrils a Oliana és un camí de bast d'Odèn (Solsonès) inclòs a l'Inventari del Patrimoni Arquitectònic de Catalunya.

## Descripció
Antiga via que va de Cambrils a Oliana, tot passant per la serra Seca, la collada de Sàlzer i l'església de Sant Just d'Odèn. Des d'aquesta església surt, en direcció NE, un corriol que s'enfila pel coll del Barrer i enllaça amb el camí que vé del poble de la Valldan, supera el Passiró, segueix el vessant dret de la rasa del Sàlzer i arriba a la Serra Seca fins a Cambrils. En aquests darrers sectors (entre el Passiró i la Serra Seca) és on hi ha els trams més ben conservats. En aquest tram el camí s'adapta a la roca gairebé nua. Un petit mur, situat al costat exterior, permet l'anivellament de la via, que a tot arreu té una amplada que fa possible que passi una persona i un animal de bast sense dificultat.

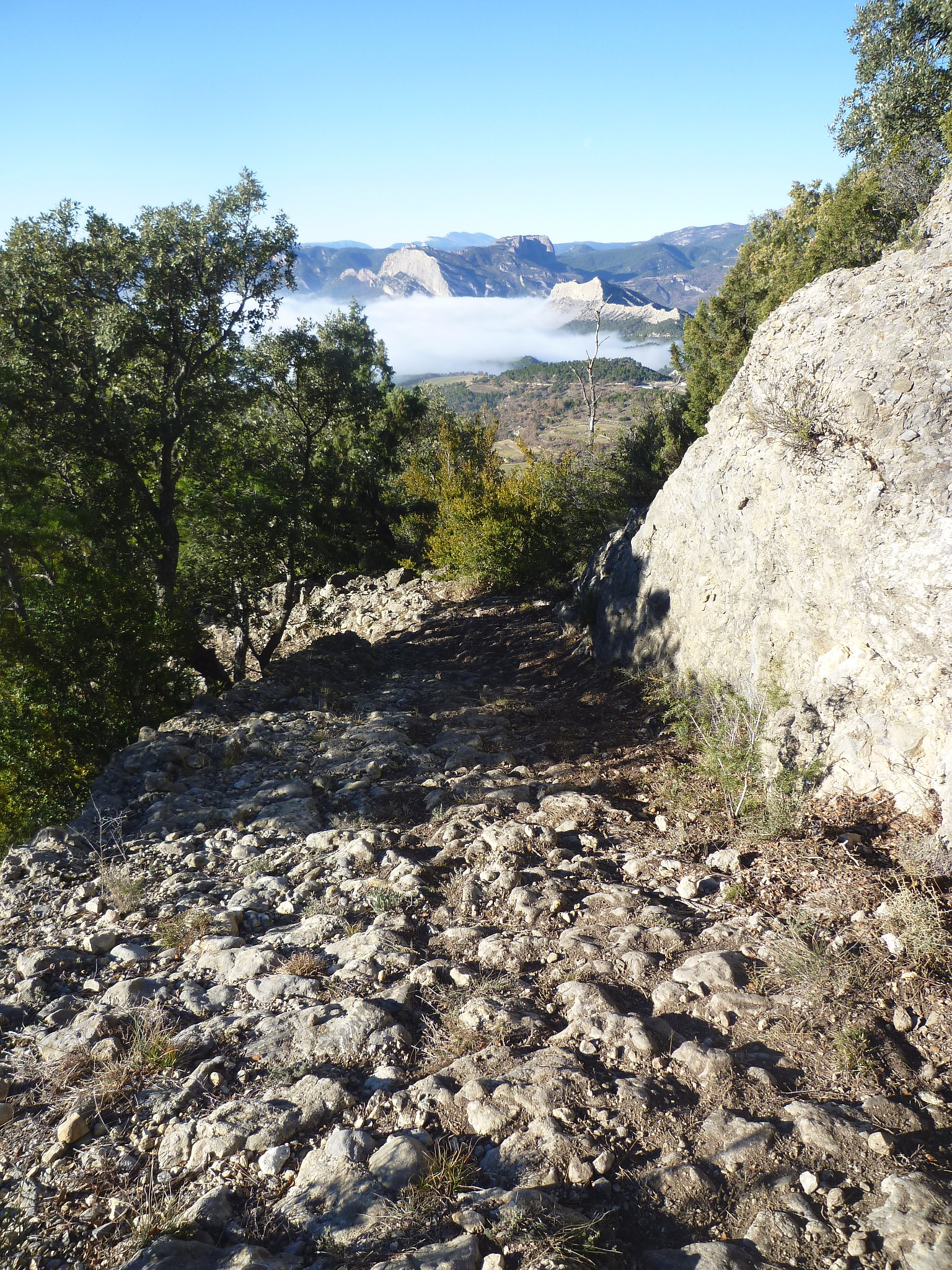
Vistes de Sant Honorat

L'empedrat segurament ha estat refet nombroses vegades. Les pedres que el formen són de tres tipus: un de formes i mides més desiguals, un altre de mida petita però més regular i un tercer de mides grans i disposades de manera regular.
El traçat del GR-1, sender de gran recorregut que travessa el Prepirineu català des de Sant Martí d'Empúries fins al Pont de Muntanyana, en aquest sector del Solsonès, coincideix íntegrament amb aquest camí.

## Història
En l'acta de consagració de l'església de Cambrils (1051) s'esmenta, com una afrontació d'aquesta parròquia, l'estrada pública que anava a Oliana ("ipsa strata publica que ad oliana vadit"). És possible que aquesta "estrada" sigui la mateixa que s'esmenta en un documenta de l'any 1034, relacionat amb el castell de la Valldan, però no és segur. També cal tenir en compte que aquesta via podia ser un pas alternatiu important per a anar, venint del S, cap a Alinyà, la Vansa i el pla de Sant Tirs o, fins i tot, la Seu d'Urgell.
Encara a començaments del segle XX aquesta via d'Oliana a Cambrils era molt utilitzada.

## Com anar-hi
Cal prendre la carretera asfaltada d'Oliana a la Valldan, que s'inicia al punt quilomètric 142,3 de la C-14 (Eix Tarragona-Andorra), un cop passat el nucli d'Oliana (42° 04′ 28″ N, 1° 18′ 28″ E / 42.074450°N,1.307674°E). Està ben senyalitzada. Als 4,6 km, poc abans d'arribar a la Valldan, s'agafa la pista que puja a la dreta, indicada «Serraseca» (42° 05′ 36″ N, 1° 21′ 03″ E / 42.093314°N,1.350722°E), que remunta la Serra de Sant Just. Arribats a la carena de la serra, es continua uns 400 metres més enllà i, ja a peu, es pren una pista en desús que surt cap a l'esquerra (42° 05′ 32″ N, 1° 21′ 25″ E / 42.092308°N,1.356827°E) on trobarem els senyals del GR que caldrà seguir en endavant.